# Eltinho
Elton Divino Célio (* 7. Juli 1987 in Guaíra), genannt Eltinho, ist ein brasilianischer Fußballspieler.

## Karriere
Seine Karriere begann Eltinho 2005 bei Paraná Clube, wo er in einem Jahr zwölf Spiele absolvierte und zwei Tore schoss. Zur Saison 2007 wurde er in die J. League zu Yokohama F. Marinos verliehen, wo er jedoch keine Partie absolvierte und Richtung Cruzeiro EC nach Belo Horizonte wechselte. Hier wurde der Abwehrspieler aber direkt an den CR Flamengo nach Rio de Janeiro weiterverliehen, wo Eltinho eine Partie absolvierte. Der erste Verein, bei dem er sich als Stammspieler durchsetzen konnte, war der Avaí FC; hier spielte er 29-mal und schoss vier Tore.
Das weckte das Interesse der Konkurrenz und so wechselte Eltinho nach einer Saison zum SC Internacional nach Porto Alegre. Hier spielte er jedoch kein einziges Mal, und deshalb wurde Eltinho sofort wieder zurück zum Avaí FC verliehen. Hier machte er 22 Partien und traf zweimal. Zur Saison 2011 wechselte der zum Coritiba FC, wo Eltinho zum Stammspieler avancierte; er absolvierte in den zwei Spielzeiten 2011 und 2012 27 Partien.